# 梁天奇
梁天奇（？—？），字完易，號震寰，直隶大名府南樂縣（今河南省濮阳市南樂縣）人，明朝政治人物、进士出身。梁楠之子。

## 生平
万历四十三年（1615年）乙卯科順天府鄉試舉人，四十七年（1619年）己未科进士，授行人司行人，天启七年，试监察御史，后升任湖廣道試御史，崇祯元年陕西巡茶，三年管京营，四年巡按廣東，六年巡视节慎库，升大理寺少卿，后因病去世。

## 家族
祖父梁儀，父梁楠，廪生。